# دارکوب‌های خوش‌مو
دارکوب‌های خوش‌مو (نام علمی: Celeus) نام یک سرده از زیرخانواده دارکوبیان است.
این سرده شامل ۱۳ گونه است:
- دارکوب دارچینی, Celeus loricatus
- دارکوب مواج, Celeus undatus
- دارکوب سینه‌پولکی, Celeus grammicus
- دارکوب شاه‌بلوطی, Celeus castaneus
- دارکوب بلوطی, Celeus elegans
- دارکوب روشن‌کاکلی, Celeus lugubris
- دارکوب زرد, Celeus flavescens
- دارکوب پشت‌اخرایی, Celeus ochraceus
- دارکوب کرمی, Celeus flavus
- دارکوب کله‌سرخ, Celeus spectabilis
- دارکوب پیاوی, Celeus obrieni
- دارکوب طوقی, Celeus torquatus
- Helmeted woodpecker, Celeus galeatus